# 衛戍教会 (ベルリン)

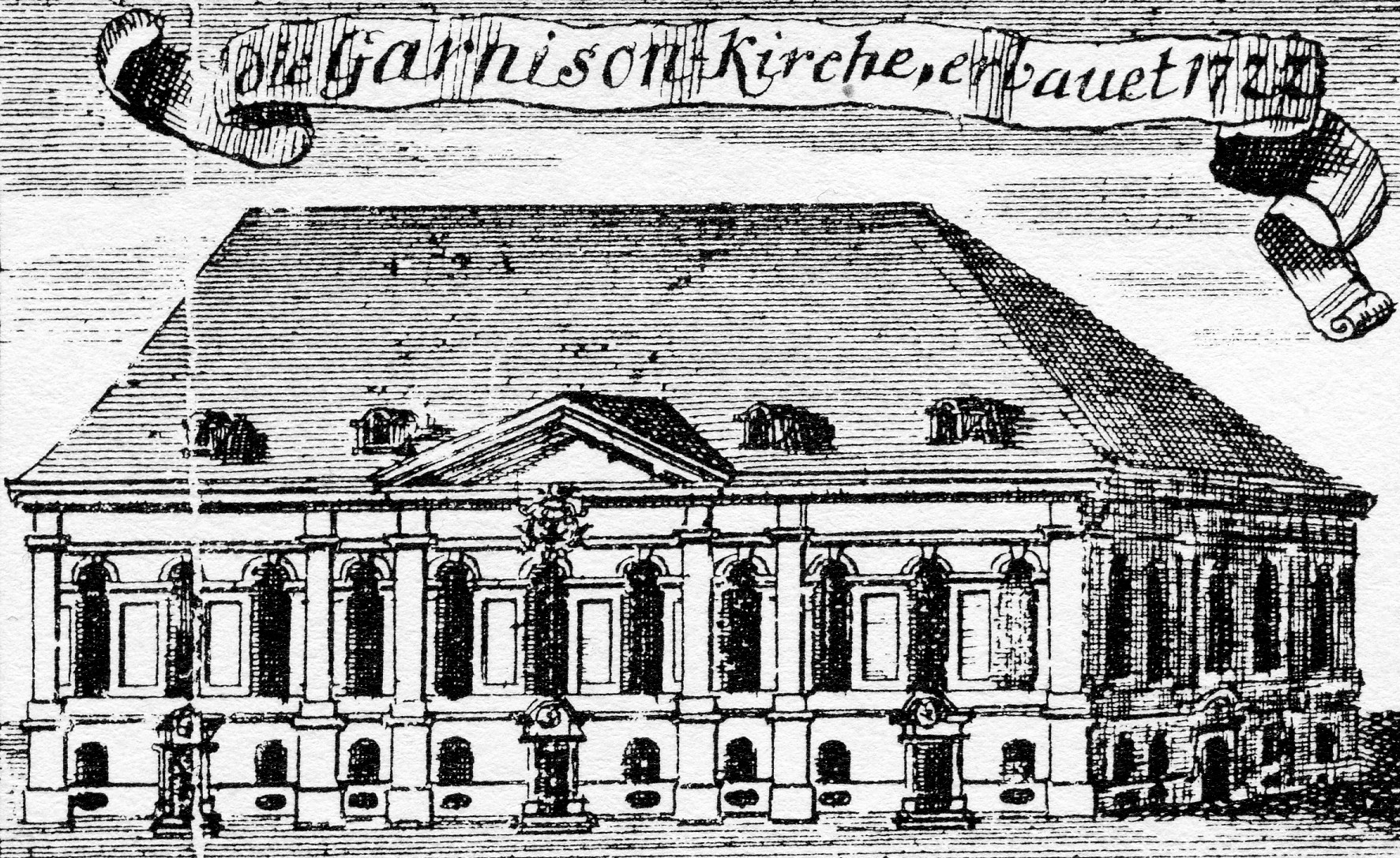
1736年頃の衛戍教会

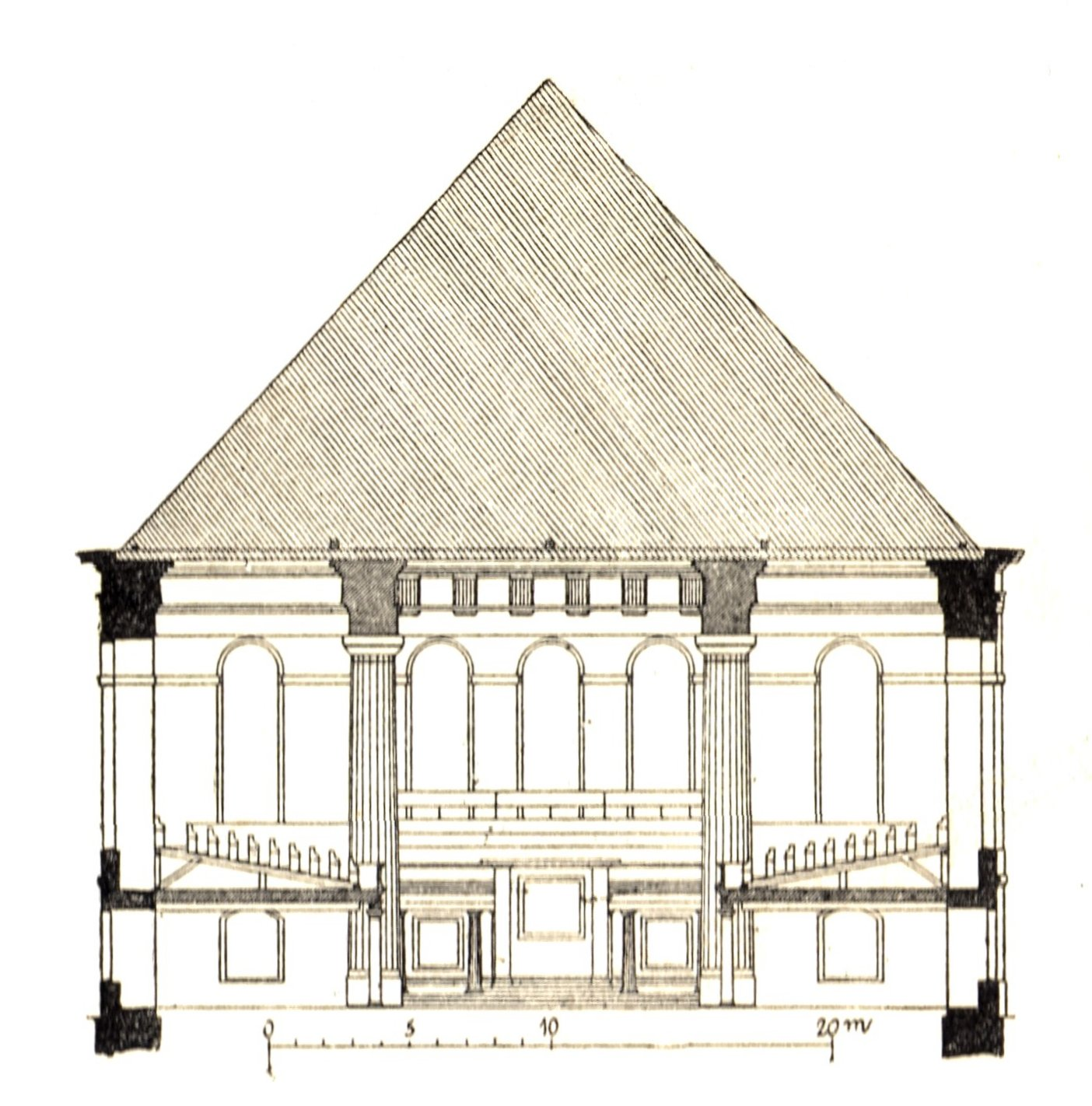
1863年の改築後の断面図

ベルリン衛戍教会 (ベルリンえいじゅきょうかい、ドイツ語: Garnisonkirche、Alte Garnisonkirche と呼ばれることもある) は、ベルリンに駐屯する兵士のために建てられたプロテスタント教会である。ベルリンのミッテ区にあったが、第二次世界大戦で破壊され、1962年に取り壊された。 
聖堂は、現在ベルリンSバーンのハッケシャー・マルクト駅の南にあるリトフェス広場のある辺りに建っていた。北西側に隣接している衛戍教会広場 (Garnisonkirchplatz) は1999年8月にできたものである。東ドイツ時代には同駅はマルクス＝エンゲルス広場駅という駅名で、衛戍教会の跡地はスポーツ広場になっていた。

## 教会堂
1701年から1703年にかけて、プロイセン王フリードリヒ1世の命により、ブランデンブルクで最初の衛戍教会として建築家マルティン・グリューンベルクが建築した。しかし、1720年8月12日に隣接する弾薬庫の爆発事故に巻き込まれ、全壊してしまった。 
このため1720年から1722年にかけて、ヨハン・フィリップ・ゲルラッハにより再建された。ゲルラッハは尖塔はおろか棟小塔も設けなかったが、その簡素な外観はフリードリヒ・ヴィルヘルム1世の宗教的志向に対応したものであった。その後、1863年にアウグスト・ストゥーラーの手になる改築に至るまで、幾度かに渡ってそれぞれの時代の要請に応じた改築が施された。1873年に555もの棺が教会の地下室に埋葬されたが、画家アドルフ・フォン・メンツェルがその棺を開け、鉛筆による遺骸の肖像画の連作を制作した。 
1899年から1900年にかけて内装が改められたが、1908年8月13日にオルガンの送風モーターが故障してオーバーヒートしたことが原因で火災が起き、全焼してしまった。2,700人の大工を集めて修復が行われ、1909年8月に再建された。第二次世界大戦中の1943年11月23日にはベルリン空襲で被災し、またしても全焼してしまった。 戦後には墓地が何度も荒らされ、副葬品が略奪された。このため、1949年には約200人の棺がシュターンスドルフ南西墓地の公現祭教会 (Epiphanien-Kirche) 区画にある共同墓地にまとめて改装された。その後、軒の高さまで残っていた外壁も、1962年に解体された。 
アンナ・ルイーザ・カルシュ通り (当時はノイエ・フリードリヒ通り) にある説法所と旧衛戍墓地が保存されている。 
1720年の再建時に、門の上に金文字で書かれた "NON SOLI CEDIT" のモットーを掴む鷲が描かれたことで有名になった。"NON SOLI CEDIT" はラテン語で「太陽に道を譲らず」という意味で、ここで言う太陽とは太陽王ルイ14世の暗喩である。一方、鷲はプロイセン王室であるホーエンツォレルン家の象徴であるから、これは「プロイセンはフランスに屈しない」あるいは「プロイセンはフランスに覇道を譲らない」という意味になる。

## オルガン

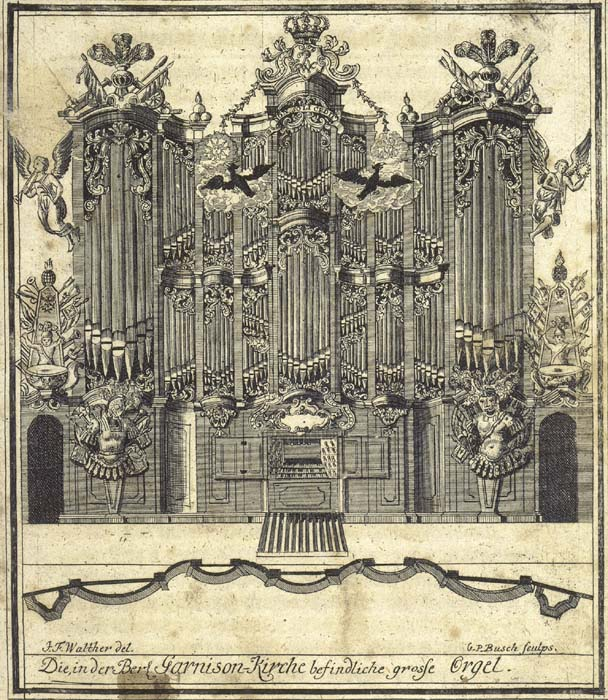
衛戍教会のオルガン。1737年

再建された際、1724年から1726年にかけてオルガン製作者ヨアヒム・ワーグナーの手になるオルガンが設置された。このオルガンのストップリストは以下の通りであった。
1892/93年にはヴィルヘルム・ザウアーが製作したオルガンが設置された。これは 3段の鍵盤と70のストップを設けたもので、当時ベルリンで最大、ザウアーが製作したものとしても当時二番目の大きさであった。純粋な空気圧式で、 自由に調整可能なクレッシェンドペダルを備えていた。演奏台の上端には、ストップに対応するノブが設けられていた。クレッシェンドペダルを踏むと、あらかじめ決められたストップを閉じることができた。このオルガンのストップリストは以下の通りであった。
1901年に再建されたオルガンは、1892年のものに強く影響を受けていた。ストップリストは以下の通りであった。

## 衛戍教会の遺構

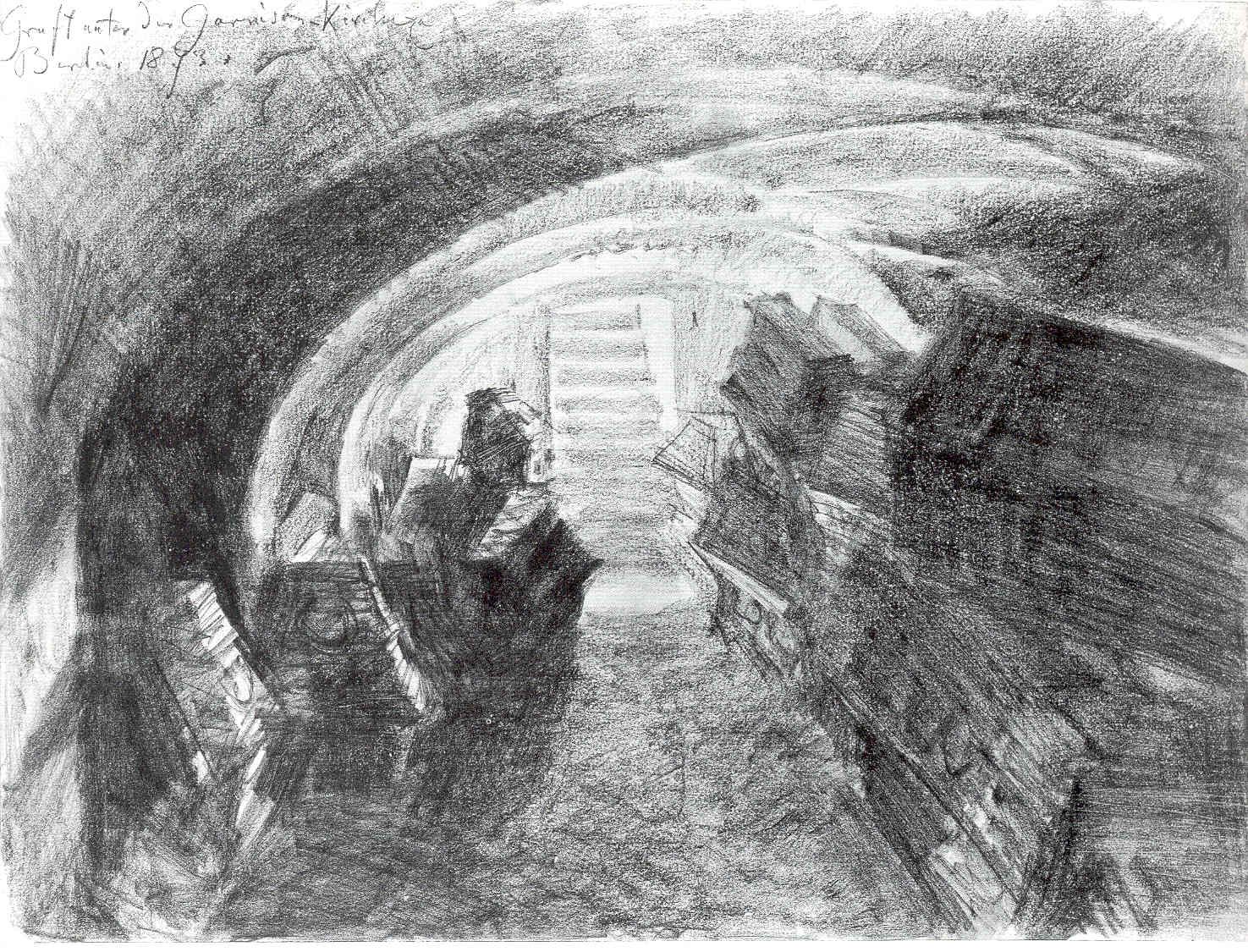
アドルフ・メンツェル作 "Gruft unter der Garnisonkirche in Berlin" (1873年、鉛筆画、23.8センチ×33.2センチ)

1998年、建設工事の際に外壁の北東角などの遺構が発見された他、祭壇画も見つかった。現在は基礎の上に記念碑が設置されている。 

## ベルリンの衛戍教会
19世紀後半には常備軍が大きく増勢されたため、その礼拝のための衛戍教会も複数設けられた。 
- 聖ミカエル教会 (1851年、カトリック)
- 聖ヨハネ大聖堂 (1894年、カトリック)
- 南星教会 (プロテスタント)

## 関連書籍
- Der Alte Berliner Garnisonfriedhof. Haude & Spener. (1995)
- Barbara Kündiger, Dieter Weigert (2004). [online Der Adler weicht der Sonne nicht – 300 Jahre Berliner Garnisonkirche]. Quintessenz